# Alex Cubis
 (février 2015).
Alexander Cubis (né le 13 septembre 1991 à Sydney en Australie) est un acteur et mannequin australien. Il est surtout connu pour avoir interprété le rôle de Ryan Sanders dans la série télévisée australienne The Gauntlet en 2013 et pour le rôle de Erik dans la série dérivée de H2O, Les Sirènes de Mako depuis 2015 aux côtés de Amy Ruffle, Isabel Durant et Allie Bertram.

## Biographie
Après avoir été diplômé de l'école de Sydney en Australie, Alex Cubis a continué à étudier le droit et les arts à l'université de Sydney, où il a reçu de nombreux prix et bourses. Alex avait peu de travail et a également été stagiaire[pas clair]. À mi-parcours de son programme d'études, Alex Cubis signé avec l'un des organismes Top Model[pas clair] de l'Australie, et a peu après commencé à travailler en tant qu'acteur dans des films et des projets de télévision indépendants. À un moment donné Cubis refuse les possibilités pour jouer dans des films et des feuilletons populaires afin de poursuivre des études de droit à temps complet. Lorsqu'il a terminé l'université, Alex devait choisir entre les possibilités d'emploi en corrélation avec son diplôme, ou l'offre de jouer l'un des rôles principaux dans la série dérivée de H2O, Les Sirènes de Mako où il prendra le rôle d'Erik. Alex Cubis a fréquenté la même école que Julian Morrow, Anh Do, Adam Spencer et Tom Williams[pertinence contestée].

## Filmographie
| Année | Titre                      | Rôle          | Notes                       |
| ----- | -------------------------- | ------------- | --------------------------- |
| 2010  | Heavy Suitcase             | John          | Court-métrage               |
| 2012  | An Australian Horror Movie | Jock          | Court-métrage               |
| 2012  | Tenure                     | Derek         | Court-métrage               |
| 2012  | Public Offence             | Adam          | Saison 1, épisode 1         |
| 2013  | Crime Plays                | Casey         | Jeu vidéo                   |
| 2013  | Spit                       | Nick Hobbs    | Court-métrage               |
| 2013  | Atomic Kingdom             | Adam          | Saison 1, épisode 2         |
| 2013  | Template                   | Rôle masculin | Court-métrage               |
| 2013  | The Gauntlet               | Ryan Sanders  | Rôle principal, 5 épisodes  |
| 2014  | Paradise Island Club       | Teddy         | Court-métrage               |
| 2015  | Les Sirènes de Mako        | Erik          | Rôle principal, 26 épisodes |
| 2015  | Malibu Crush               |               | Rôle principal, film        |